# 水橋駅 (黄海南道)
水橋駅（スギョえき、朝鮮語: 수교역）は、朝鮮民主主義人民共和国の黄海南道三泉郡の駅で、殷栗線および長淵線に属する。 

## 隣の駅
殷栗線
月峰駅 - 水橋駅 - 九灘駅
長淵線
水橋駅 - 松禾温泉駅